# Gabriel Pec
Gabriel Fortes Chaves (Petrópolis, Río de Janeiro, Brasil, 11 de febrero de 2001), conocido como Gabriel Pec, es un futbolista brasileño. Juega de extremo derecho y su equipo actual es el Los Angeles Galaxy de la Major League Soccer, máxima categoría del fútbol estadounidense.

## Trayectoria
Debutó como profesional el 7 de septiembre de 2019, el entrenador Vanderlei Luxemburgo lo hizo ingresar al minuto 68 para enfrentar a Bahia y perdieron 0-2 en el São Januário. Disputó su primer encuentro oficial con 18 años y la camiseta número 32.
En su primera temporada como profesional jugó 8 partidos, todos como suplente, su equipo finalizó el torneo en la posición 12, por lo que clasificaron a la Copa Sudamericana.
Para la siguiente temporada tuvo más rodaje en el primer equipo, convirtió su primer gol el 21 de enero de 2021, en lo que fue la derrota 4-1 frente a Red Bull Bragantino. Totalizó 21 partidos jugados y 1 gol convertido pero Vasco da Gama descendió de categoría.
El 30 de enero de 2024 se anunció su fichaje por Los Angeles Galaxy, firmó contrato hasta el 31 de diciembre de 2028. Dejó Vasco da Gama con 178 partidos jugados, 26 goles y 14 asistencias. En su primer año con el club angelino marcó 16 goles y 14 asistencias en la primera parte del campeonato, posteriormente en los playoff mantuvo su nivel con 3 goles y 3 asistencias en 5 partidos, lo que derivó en el título de la Major League Soccer 2024.

## Selección nacional
Ha sido parte la selección de fútbol de Brasil en las categorías juveniles sub-20 y sub-23.
Fue convocado a la selección a finales de 2023 por el entrenador Ramon Menezes, para jugar el Torneo Preolímpico Sudamericano Sub-23 de 2024.
Debutó con la preolímpica el 23 de enero de 2024 en el primer partido de la fase de grupos, ingresó al minuto 56 y derrotaron 0-1 a Bolivia. Pasaron a la fase final con puntaje perfecto en su grupo, pero no lograron el cupo para los Juegos Olímpicos.

## Estadísticas

### Clubes
Actualizado al último partido disputado el 13 de abril de 2025.
| Club                              | Div.          | Temporada     | Liga  | Liga  | Liga   | Estatal | Estatal | Estatal | Copas nacionales | Copas nacionales | Copas nacionales | Copas internacionales | Copas internacionales | Copas internacionales | Total | Total | Total  |
| Club                              | Div.          | Temporada     | Part. | Goles | Asist. | Part.   | Goles   | Asist.  | Part.            | Goles            | Asist.           | Part.                 | Goles                 | Asist.                | Part. | Goles | Asist. |
| --------------------------------- | ------------- | ------------- | ----- | ----- | ------ | ------- | ------- | ------- | ---------------- | ---------------- | ---------------- | --------------------- | --------------------- | --------------------- | ----- | ----- | ------ |
| C. R. Vasco da Gama · Brasil      | 1.ª           | 2019          | 8     | 0     | 1      | -       | -       | -       | -                | -                | -                | —                     | —                     | —                     | 8     | 0     | 1      |
| C. R. Vasco da Gama · Brasil      | 1.ª           | 2020          | 16    | 1     | 0      | 4       | 0       | 0       | 1                | 0                | 0                | 0                     | 0                     | 0                     | 21    | 1     | 0      |
| C. R. Vasco da Gama · Brasil      | 2.ª           | 2021          | 34    | 1     | 3      | 13      | 5       | 0       | 5                | 1                | 0                | —                     | —                     | —                     | 52    | 7     | 3      |
| C. R. Vasco da Gama · Brasil      | 2.ª           | 2022          | 33    | 1     | 2      | 12      | 3       | 2       | 2                | 0                | 1                | —                     | —                     | —                     | 47    | 4     | 5      |
| C. R. Vasco da Gama · Brasil      | 1.ª           | 2023          | 37    | 8     | 4      | 11      | 6       | 1       | 2                | 0                | 0                | —                     | —                     | —                     | 50    | 14    | 5      |
| C. R. Vasco da Gama · Brasil      | Total club    | Total club    | 128   | 11    | 10     | 40      | 14      | 3       | 10               | 1                | 1                | 0                     | 0                     | 0                     | 178   | 26    | 14     |
| Los Angeles Galaxy Estados Unidos | 1.ª           | 2024          | 38    | 19    | 17     | —       | —       | —       | —                | —                | —                | 3                     | 2                     | 1                     | 41    | 21    | 18     |
| Los Angeles Galaxy Estados Unidos | 1.ª           | 2025          | 7     | 1     | 0      | —       | —       | —       | -                | -                | -                | 4                     | 1                     | 0                     | 11    | 2     | 0      |
| Los Angeles Galaxy Estados Unidos | Total club    | Total club    | 45    | 20    | 17     | 0       | 0       | 0       | 0                | 0                | 0                | 7                     | 3                     | 1                     | 52    | 23    | 18     |
| Total carrera                     | Total carrera | Total carrera | 173   | 31    | 27     | 40      | 14      | 3       | 10               | 1                | 1                | 7                     | 3                     | 1                     | 230   | 49    | 32     |
| 1. 2. 3.                          |               |               |       |       |        |         |         |         |                  |                  |                  |                       |                       |                       |       |       |        |

### Selección
Actualizado al último partido disputado el 10 de febrero de 2024.
| Selección         | Temporada         | Continental | Continental | Continental | Mundial | Mundial | Mundial | Amistosos | Amistosos | Amistosos | Total | Total | Total  |
| Selección         | Temporada         | Part.       | Goles       | Asist.      | Part.   | Goles   | Asist.  | Part.     | Goles     | Asist.    | Part. | Goles | Asist. |
| ----------------- | ----------------- | ----------- | ----------- | ----------- | ------- | ------- | ------- | --------- | --------- | --------- | ----- | ----- | ------ |
| Sub-23 · Brasil   | 2024              | 7           | 0           | 2           | —       | —       | —       | 0         | 0         | 0         | 7     | 0     | 2      |
| Sub-23 · Brasil   | Total sel.        | 7           | 0           | 2           | 0       | 0       | 0       | 0         | 0         | 0         | 7     | 0     | 2      |
| Total selecciones | Total selecciones | 7           | 0           | 2           | 0       | 0       | 0       | 0         | 0         | 0         | 7     | 0     | 2      |
| 1.                |                   |             |             |             |         |         |         |           |           |           |       |       |        |

## Palmarés

### Títulos nacionales
| Título              | Club         | País           | Año  |
| ------------------- | ------------ | -------------- | ---- |
| Major League Soccer | L. A. Galaxy | Estados Unidos | 2024 |

### Títulos regionales
| Título            | Club                | País           | Año  |
| ----------------- | ------------------- | -------------- | ---- |
| Taça Río          | C. R. Vasco da Gama | Brasil         | 2021 |
| Conferencia Oeste | L. A. Galaxy        | Estados Unidos | 2024 |

### Distinciones individuales
| Distinción                                 | Año  |
| ------------------------------------------ | ---- |
| Parte del Juego de las Estrellas de la MLS | 2024 |
| Contratación del año de la MLS             | 2024 |